# Гурупи

Гурупи на карте штата.

Гурупи (порт. Gurupi) — муниципалитет в Бразилии, входит в штат Токантинс. Составная часть мезорегиона Западный Токантинс. Входит в экономико-статистический микрорегион Гурупи. Население составляет  76 755 человек на 2010 год. Занимает площадь 1 836,091 км². Плотность населения — 41,80 чел./км².
Покровителем города считается Святой Антоний.

## История
Город основан 14 ноября 1958 года. 

## Демография
Согласно сведениям, собранным в ходе переписи 2010 г. Национальным институтом географии и статистики (IBGE), население муниципалитета составляет:
| Полное население                               | Полное население                               | Полное население                               | Полное население                               | 76 755 |
| ---------------------------------------------- | ---------------------------------------------- | ---------------------------------------------- | ---------------------------------------------- | ------ |
| в том числе:                                   | Городское население                            | 75 000                                         | Процент городского населения, %                | 97,71  |
|                                                | Сельское население                             | 1 755                                          | Процент сельского населения, %                 | 2,29   |
|                                                | Мужское население                              | 38 107                                         | Процент мужского населения, %                  | 49,65  |
|                                                | Женское население                              | 38 648                                         | Процент женского населения, %                  | 50,35  |
| Плотность населения, чел/км²                   | Плотность населения, чел/км²                   | Плотность населения, чел/км²                   | Плотность населения, чел/км²                   | 41,80  |
| Население муниципалитета в % к населению штата | Население муниципалитета в % к населению штата | Население муниципалитета в % к населению штата | Население муниципалитета в % к населению штата | 5,55   |

По данным оценки 2016 года население муниципалитета составляет 83 707 жителей.

## Статистика
- Валовой внутренний продукт на 2005 составляет 675.700.000,00 реалов (данные: Бразильский институт географии и статистики).
- Валовой внутренний продукт на душу населения на 2005 составляет 9.431,00 реалов (данные: Бразильский институт географии и статистики).
- Индекс развития человеческого потенциала на 2003 составляет 0,793 (данные: Программа развития ООН).

## География
Климат местности: тропический.

## Спорт
В городе базируется одноименный футбольный клуб.

## Важнейшие населенные пункты
| № | Населённый пункт | Населённый пункт (порт.) | Категория | Население чел. (2010) | На карте                        |
| - | ---------------- | ------------------------ | --------- | --------------------- | ------------------------------- |
| 1 | Гурупи           | Gurupi                   | город     | 75000                 | 11°43′50″ ю. ш. 49°04′21″ з. д. |
| 2 | Треву-да-Прая    | Trevo da Praia           | поселок   | 269                   | 11°26′20″ ю. ш. 48°38′19″ з. д. |
| 3 | Вила-Индустриал  | Vila Industrial          | поселок   | 175                   | 11°38′15″ ю. ш. 49°02′12″ з. д. |